# Biblioteca nazionale di Potenza
La Biblioteca Nazionale di Potenza è una biblioteca pubblica statale e dipende dal Ministero della cultura. Istituita col D.M. del 18 dicembre 1974, iniziò la propria attività alla fine del 1983 come sezione staccata della Biblioteca Nazionale di Napoli; divenne autonoma con D.P.R. del 20 giugno 1984 e fu inaugurata l’8 dicembre 1985 nella sede del Palazzo del Seminario pontificio regionale.
Il suo fondo istitutivo è costituito dalla raccolta di Giuseppe Viggiani nipote del grande meridionalista lucano Giustino Fortunato di oltre 15.000 volumi di contenuto umanistico.
La biblioteca svolge anche attività di promozione della cultura locale, curando l'accrescimento, la fruizione e la valorizzazione dei documenti relativi alla Sezione Lucana.

## Storia

### Le origini
Il primo atto ufficiale è il decreto istitutivo del 18 dicembre 1974, emanato il primo gennaio 1975, dal Ministro per la Pubblica Istruzione Franco Maria Malfatti, insieme al Ministro per il Tesoro Emilio Colombo. Questo provvedimento faceva seguito alla deliberazione del 29 luglio 1974 adottata dalla Giunta della Regione Basilicata guidata dal presidente Vincenzo Verrastro, con l'obiettivo di offrire adeguati servizi informativi alla comunità. Il decreto stabiliva che la Sezione staccata della Biblioteca Nazionale di Napoli doveva essere inizialmente ospitata nei locali della Biblioteca provinciale di Potenza, in attesa dell'assegnazione di un edificio idoneo da parte dello Stato. Questa idea fu abbandonata molto presto sia a causa della limitatezza dello spazio sia per la sopraggiunta disponibilità di alcuni idonei locali del Collegio ENAOLI di Potenza.
Nel frattempo maturò anche il progetto di destinare alla nuova Sezione il Fondo bibliografico "Giuseppe Viggiani", custodito presso la Biblioteca Nazionale di Napoli. Il Ministero per i Beni culturali accettò la proposta del preside del Liceo classico di Potenza di accogliere, seppur a tempo determinato, il fondo bibliografico nei locali della scuola. Il progetto di utilizzo dei locali del Collegio ENAOLI non si concretizzò. La ricerca di una sede alternativa per la biblioteca giunse ad una soluzione grazie alla disponibilità del Rettore del Pontificio Seminario di Potenza, Don Vitantonio Telesca e dei Vescovi di Potenza, che segnalarono la disponibilità di locali adeguati ad accogliere il primo nucleo della Biblioteca. Nonostante il grave terremoto che colpì la Basilicata nel 1980, i lavori di adeguamento della sede procedettero regolarmente, concludendosi come previsto alla fine del 1983.
La biblioteca occupava una superficie di circa 800 metri quadrati. La biblioteca si trovò però presto nella condizione di dover individuare una nuova sede, più ampia, in grado di garantire lo svolgimento dei propri compiti istituzionali. Sfumarono presto prima l'ipotesi di realizzare una Cittadella dei Beni culturali, poi la possibilità di trasferire la sede nel prestigioso Palazzo Loffredo, ancora inagibile a causa del sisma. La sede fu infine individuata nell'edificio di Via del Gallitello, di proprietà privata. La trattativa, iniziata alla fine del 1990, si concluse il 23 dicembre 1993 con la firma del contratto di locazione, che consentì l'utilizzo dei nuovi, spaziosi locali a partire dal 1º maggio 1994.
In questa sede fu allestita nel 2001 una Mediateca, grazie ai finanziamenti del Progetto Mediateca 2000 del Ministero per i Beni e le Attività Culturali, inserito nel progetto “Mediateca 2000″, oltre che nell’Accordo di Programma Quadro stipulato tra il MIBAC e la Regione Basilicata.

### Il Polo culturale integrato

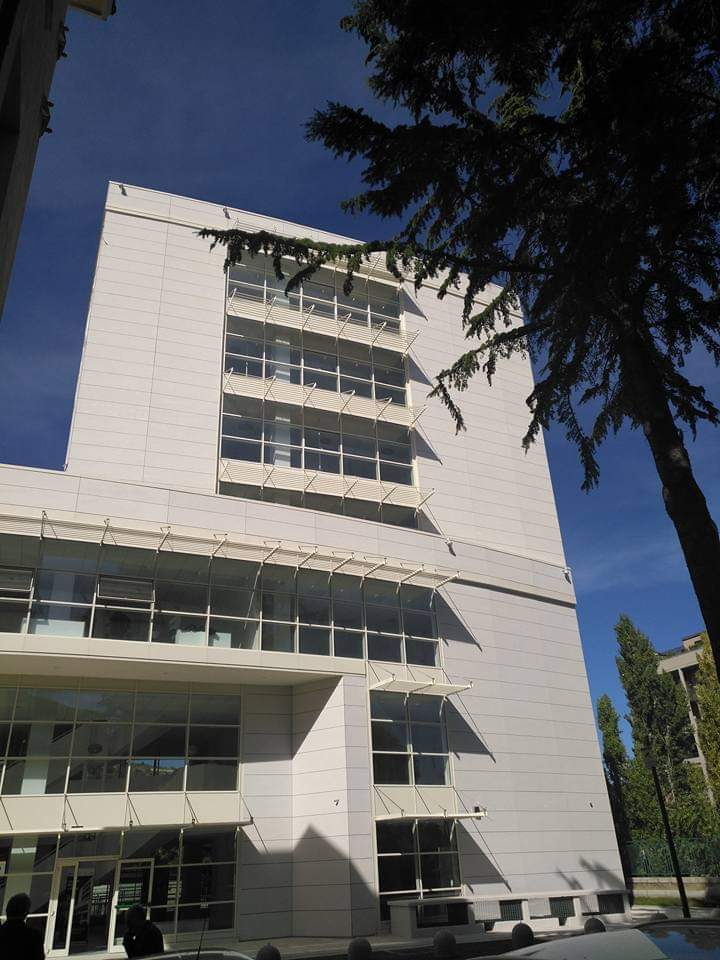
Il Polo culturale integrato

Il 29 novembre 2017 è stato sottoscritto un Protocollo d’intesa tra il Ministero dei Beni e delle Attività Culturali e del Turismo, la Regione Basilicata e la Provincia di Potenza, che ha decretato la nascita del Polo culturale integrato della Basilicata (Polo bibliotecario), che ha riunito la Biblioteca provinciale e la Biblioteca nazionale, cui è stata affidata la gestione del Polo.
Il Protocollo d’intesa che ha portato all’integrazione funzionale e gestionale delle due biblioteche, è stato sottoscritto nell'attuale sede del Polo, l’immobile denominato Bibliomediateca provinciale, appartenente al patrimonio edilizio della Provincia di Potenza. A fronte della concessione in uso gratuito dell’immobile da parte della Provincia, il Ministero si è impegnato ad assumere a proprio carico gli oneri gestionali dell’edificio e del patrimonio librario, nonché la spesa iniziale per l’acquisto delle attrezzature e degli arredi per l’allestimento e la fruizione del Polo. La direzione del Polo è stata affidata alla Biblioteca nazionale di Potenza. Dopo un anno esatto dalla stipula del Protocollo di intesa, l’edificio ha riaperto le sue porte al pubblico in occasione delle Giornate FAI d’Autunno (13-14 ottobre 2018). Il 6 luglio 2020 il Polo ha inaugurato i servizi in presenza, seppur in maniera limitata a causa delle restrizioni imposte dalla pandemia di COVID-19.

## Patrimonio bibliografico
La Biblioteca Nazionale di Potenza dispone di un patrimonio documentale che ammonta a circa 200.000 unità bibliografiche. Di particolare rilevanza storica è il già citato Fondo istitutivo della biblioteca, intitolato al bibliofilo e pittore Giuseppe Viggiani, appartenente ad una antica famiglia benestante potentina. Con un atto del 14 marzo 1964, tale fondo è stato donato allo Stato dai suoi eredi, con lo scopo di onorarne la memoria. Il Fondo Viggiani comprende opere di consultazione generale (grammatiche, opere storiche e bibliografie), opere di classici latini, greci e italiani, opere filosofiche, religiose e scientifiche. Questa raccolta in origine era ancora più corposa, rispetto a quella ceduta alla Biblioteca Nazionale: molte opere andarono distrutte nel 1943 durante gli eventi della Seconda Guerra Mondiale.
Di rilievo è anche il Fondo intitolato al lucano Michele Carlucci, uno dei più grandi maestri della viticoltura italiana, titolare dal 1926 al 1929 della cattedra di Botanica presso la settecentesca reggia borbonica di Portici, sede del Dipartimento di Agraria dell'Università degli Studi di Napoli Federico II. Il Fondo Carlucci, che inizialmente era destinato all'Istituto Tecnico Agrario di Avellino, ammonta a circa 3.250 unità, tra volumi e opuscoli, e contiene anche scritti inediti di interesse enologico, tra cui il manoscritto del Trattato di Enologia, giudicato da molti studiosi dell'epoca "il frutto delle sue profonde dottrine e della sua lunga esperienza".
Tra i fondi bibliografici che arricchiscono il patrimonio dell’istituto vanno poi segnalati i fondi Larotonda, Giglio, Gravina, Solimena, Restivo, Labella, Perretti e Troiani. La biblioteca, oltre ad assolvere ai propri compiti istituzionali, svolge anche un’intensa attività di promozione della cultura locale, curando l’accrescimento, la fruizione e la valorizzazione dei documenti relativi alla Sezione Lucana.
La Biblioteca possiede inoltre un numero consistente di opere rare e di pregio tra cui manoscritti, incunaboli, cinquecentine, edizioni facsimilari dei Codici Vat. Lat. 39, Vat. Lat. 1202, Vat. Lat. 4922, Urb. Lat. 277 e un'edizione pregiata delle Rime e dei Trionfi di Francesco Petrarca, primo esempio di produzione artistica nella storia dell'editoria lucana.
La Biblioteca custodisce infine una ricca raccolta di stampe, composta da litografie, serigrafie, acqueforti e xilografie e annovera opere di autori lucani nazionali e stranieri.

## Patrimonio artistico
La Biblioteca Nazionale di Potenza conserva anche un'importante collezione artistica, in cui spiccano le opere di Albert Friscia (New York, 1911-Roma, 1989), esponente dell'astrattismo e della Pop Art, donate alla biblioteca nel 2000 dalla moglie dell'artista, Lidia di Bello. In esposizione permanente presso la biblioteca sono 96 dipinti, 1 disegno, 65 sculture in marmo e in bronzo e 10 opere cinetiche, realizzate tra il 1935 e il 1989 dal poliedrico artista statunitense.

## Collezioni digitali
La Biblioteca Nazionale di Potenza ha realizzato tre collezioni digitali:
- Periodici lucani. La collezione è composta da 158 testate stampate in Basilicata tra il 1854 e il 1958, per un totale di circa 36.000 immagini. Ne fanno parte 26 periodici cartacei, tra cui le annate 1953-1958 della rivista Civiltà delle macchine, diretta dal poeta e ingegnere lucano Leonardo Sinisgalli, e 132 periodici posseduti in microfilm in seguito a un accordo con la Biblioteca Nazionale Centrale di Firenze, che conserva i fascicoli originali[11].
- Volumi di pregio della sezione lucana. La collezione comprende cinquecentine, manoscritti, lettere e volumi rari e/o di pregio appartenenti alla sezione lucana, per un totale di 82.349 immagini. Tra gli autori delle nove cinquecentine c'è il poeta venosino Quinto Orazio Flacco. La raccolta comprende anche opere dei lucani Giovanni Albino, Ocello Lucano e Bartolomeo Maranta, la lettera autografa di Gioacchino Murat, Re delle Due Sicilie, scritta nel 1820 ed intestata Provincia di Basilicata, alcune lettere scritte dopo il 1860, che documentano l’impegno delle autorità pubbliche locali a combattere il fenomeno del brigantaggio e gli otto manoscritti musicali autografi del Maestro lucano Francesco Stabile donati alla biblioteca dal prof. Angelo Lucano Larotonda[12].
- Opuscoli lucani. La collezione comprende 435 titoli per un totale di 15.687 immagini. Gli opuscoli – tutti posseduti in originale – sono stati pubblicati nel periodo 1694-1948 da autori lucani, nonché da autori non lucani che hanno trattato argomenti d'interesse locale e/o hanno stampato la loro opera in Basilicata. Tra gli autori degli scritti ci sono l’economista Francesco Saverio Nitti, il giurista Emanuele Gianturco, i senatori Giacomo Racioppi, Floriano Del Zio, Giustino Fortunato, Francesco Torraca ed Ettore Ciccotti, il letterato Francesco Lomonaco, lo storico Andrea Lombardi, l'avvocato Vincenzo D'Errico, il patriota Michele Lacava, il geologo Giuseppe De Lorenzo e il giurista Sergio De Pilato[13].

## Direttori
- Maurizio Restivo (1984-2007)
- Francesco Sabia (2007-2016)
- Ermelinda Graziadei (2016-2018)[14]
- Anna Pilogallo (2018-2022)[15], che ha rivestito anche il ruolo di Direttore del Polo culturale integrato.
- Luigi Catalani (2022-)[16], che riveste anche il ruolo di Direttore del Polo culturale integrato.